# Willem Mogge

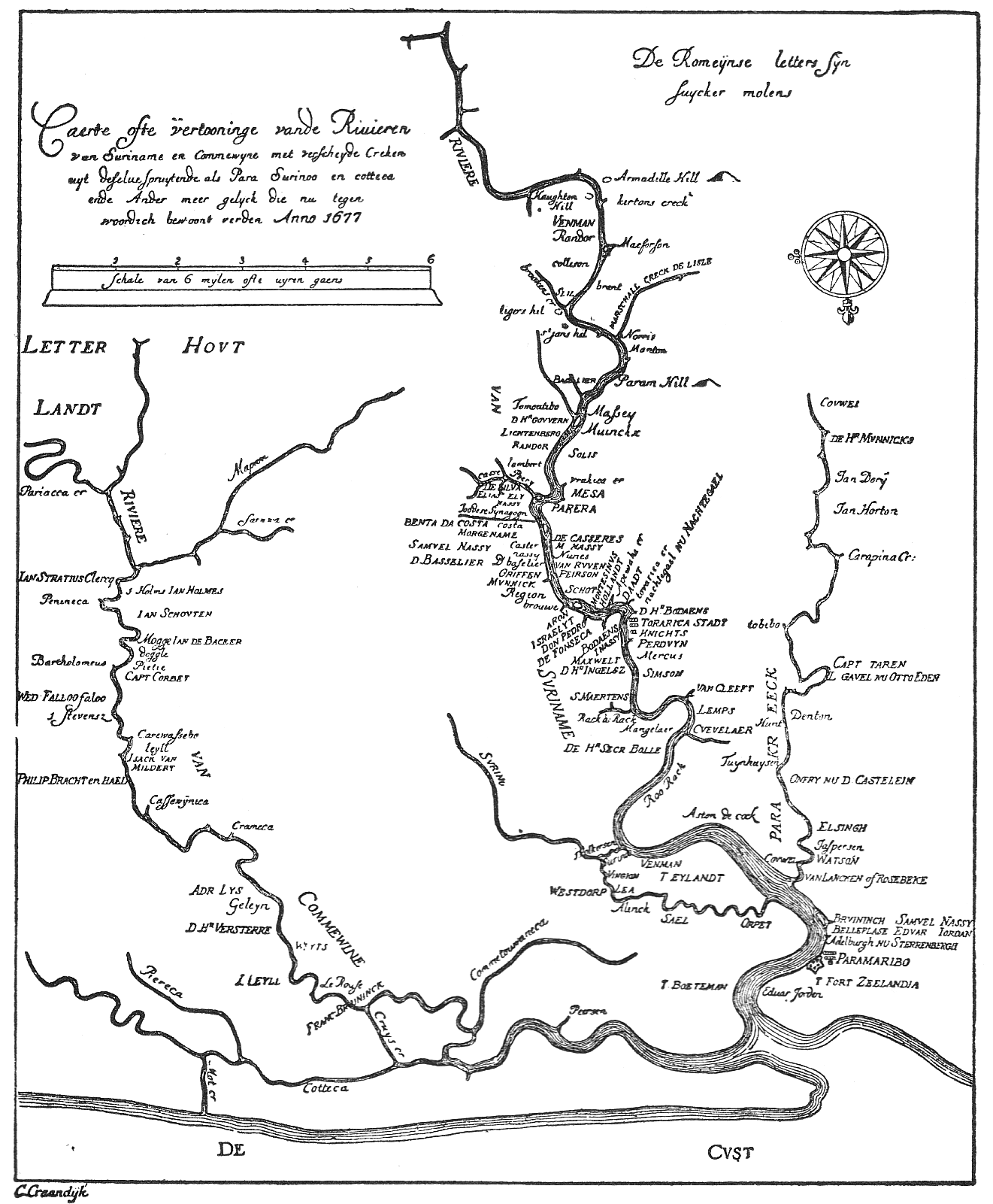
Door Mogge gemaakte kaart van Suriname (1677)

Willem Mogge was een Nederlandse landmeter. 
Bij het sluiten van de Vrede van Breda in 1667 was Nieuw-Amsterdam overgedragen aan de Engelsen. In ruil daarvoor mocht de Republiek der Zeven Verenigde Nederlanden Suriname behouden. Mogge werd belast door de Staten van Zeeland met het toezicht op de bouw van nieuwe vestingwerken aldaar. Ook kregen  Mogge en zijn collega Pieter van Beaumont de opdracht om Suriname in kaart brengen. Een detailopdracht betrof de kaart van Zeelandia (het vroegere "Casteel Paramaribo"). Van Beaumont zou Suriname niet bereiken omdat hij door de Engelsen gevangen werd genomen.
Twee jaar later beschikte men in Middelburg over een eerste kaart van zijn hand, de Caerte ofte vertooninghe van de Rivieren van Suriname en Commewijne met verscheijde creken uijt deselve spruijtende, als Para, Surinoo en Cottica ende Ander meer gelijckdie nu tegenwoordich bewoont werden. De plantages worden op deze kaart aangegeven met de namen van de planters in cursief schrift wanneer het een plantage zonder meer betreft en in kapitaal drukletters wanneer de plantage een suikermolen bezat. 
Eén exemplaar maakt deel uit van de William Blathwayt-atlas in de John Carter Brown Library. Een ander exemplaar bevindt zich in de collectie van het Maritiem Museum Rotterdam. Op de kaart is te zien dat Willem Mogge in Suriname is blijven wonen. Mogge staat daar vermeld als eigenaar van de latere plantage Imotapi. Na zijn overlijden kwam deze plantage in het bezit van gouverneur Pieter Versterre.
Over Mogge is nog bekend dat hij ook in Tobago karteringswerk heeft gedaan en dat hij in 1668 door Abraham Crijnssen naar  Saramacca werd gestuurd om een gunstige plaats voor een nieuw fort te zoeken.
Verbeterde en gedrukte versies van zijn kaart bleven nog tientallen jaren in gebruik. De eerste opvolger van de kaart van Mogge kwam van de Labadisten. Op deze kaart uit 1686 was het aantal plantages gestegen van 100 naar 148. 
Ook zijn broer Jacob was landmeter. In 1666 werd een boek op zijn naam uitgegeven met de titel "Inleydinge der sonne-wysers, ende het beschrijven van dien". 